# Sommartel
Sommartel est une très petite station de ski, située à proximité immédiate de la ville du Locle, dans le nord-est du Massif du Jura, dans le Canton de Neuchâtel en Suisse.

## Domaine skiable
L'unique téléski ouvre les mercredis, samedis et dimanches, et pendant les vacances scolaires. Le parking principal, non asphalté, est situé sur la route de la Jaluse. Il est à près de 200 mètres du pied de la remontée mécanique, en aval dans un virage. Celle-ci est de fait relativement peu visible et donc signalée depuis la route. Une buvette située dans la dernière partie des pistes est accessible skis aux pieds. La piste noire est la piste la plus large et régulière, mais rejoindre son sommet impose de traverser le bois sans chemin préparé. Cette piste est la seule à ne pas imposer de traverser à ski une route asphaltée sur le bas du domaine. Les autres pistes, toutes situés de l'autre côté du téléski, imposent de traverser un long plat au sommet. Ces pistes sont principalement des chemins forestiers. Selon la saison, un jardin d'enfants est aménagé en dessous de la buvette.
Sommartel ne dispose pas d'enneigeurs. Elle est donc, du fait de son altitude très basse, fortement tributaire des précipitations naturelles.